# Ashdown (Arkansas)
Ashdown település az Amerikai Egyesült Államok Arkansas államában, Little River megyében, melynek megyeszékhelye is. Lakosainak száma 4261 fő (2020. április 1.).

## Népesség
A település népességének változása:

| 2010 | 4 723 |
| 2020 | 4 261 |